# Xã Bearinger, Michigan
Xã Bearinger (tiếng Anh: Bearinger Township) là một xã thuộc quận Presque Isle, tiểu bang Michigan, Hoa Kỳ. Năm 2010, dân số của xã này là 369 người.